# اکساندر نوسکی لاورا

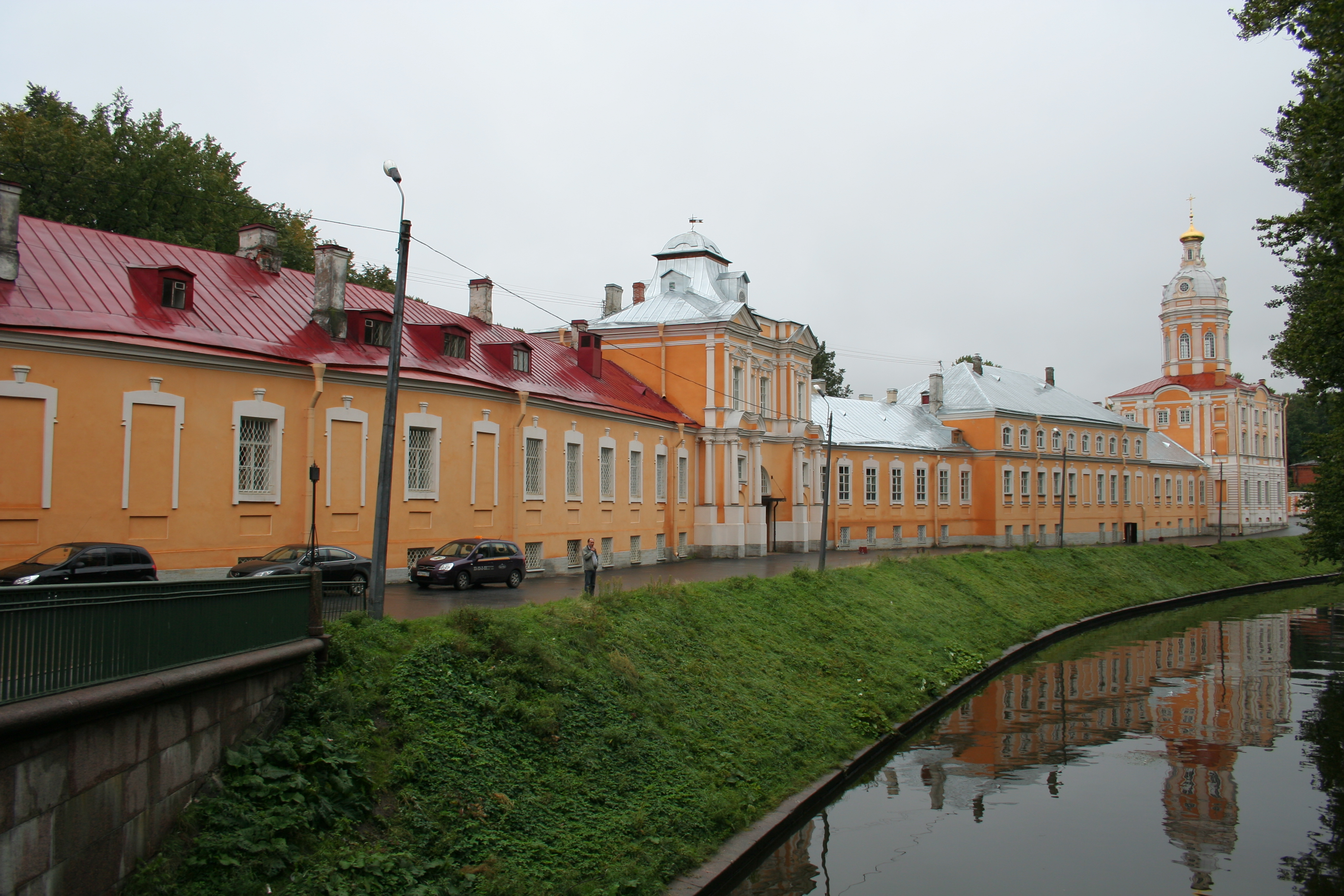
نمای مدرن این شهر تاریخی

اکساندر نوسکی لاورا شهری در روسیه است.سنت اکساندر نوسکی لاورا که به اکساندر نوسکی لاورا موناستری هم معروف است برای اولین بار توسط پتر یکم در ۱۷۱۰ در نزدیکی سن پترزبورگ ایجاد شد.نام آن گرفته شده از الکساندر نوسکی شاهزاده و یکی از قهرمانان مبارزه با سوئدی‌ها بود.(در زمان روسیه تزاری روسیه اختلافات و جنگ‌های زیادی با کشورهای اسکاندیناوی داشت.).لئونارد اویلر ریاضی‌دان مشهور در آنجا دفن است. 